# Ocnogyna gandolphei
Ocnogyna gandolphei là một loài bướm đêm thuộc phân họ Arctiinae, họ Erebidae.